# NGC 3911
NGC 3911 este o emission-line galaxy⁠(d) situată în constelația Leul. A fost descoperită în 28 martie 1832 de către John Herschel. Se află la o distanță de 86,84 de megaparseci de Pământ.